# Dilophus lii
Dilophus lii är en tvåvingeart som beskrevs av Yang och Guang Yu Luo 1987. Dilophus lii ingår i släktet Dilophus och familjen hårmyggor. Inga underarter finns listade i Catalogue of Life.